# Video 8

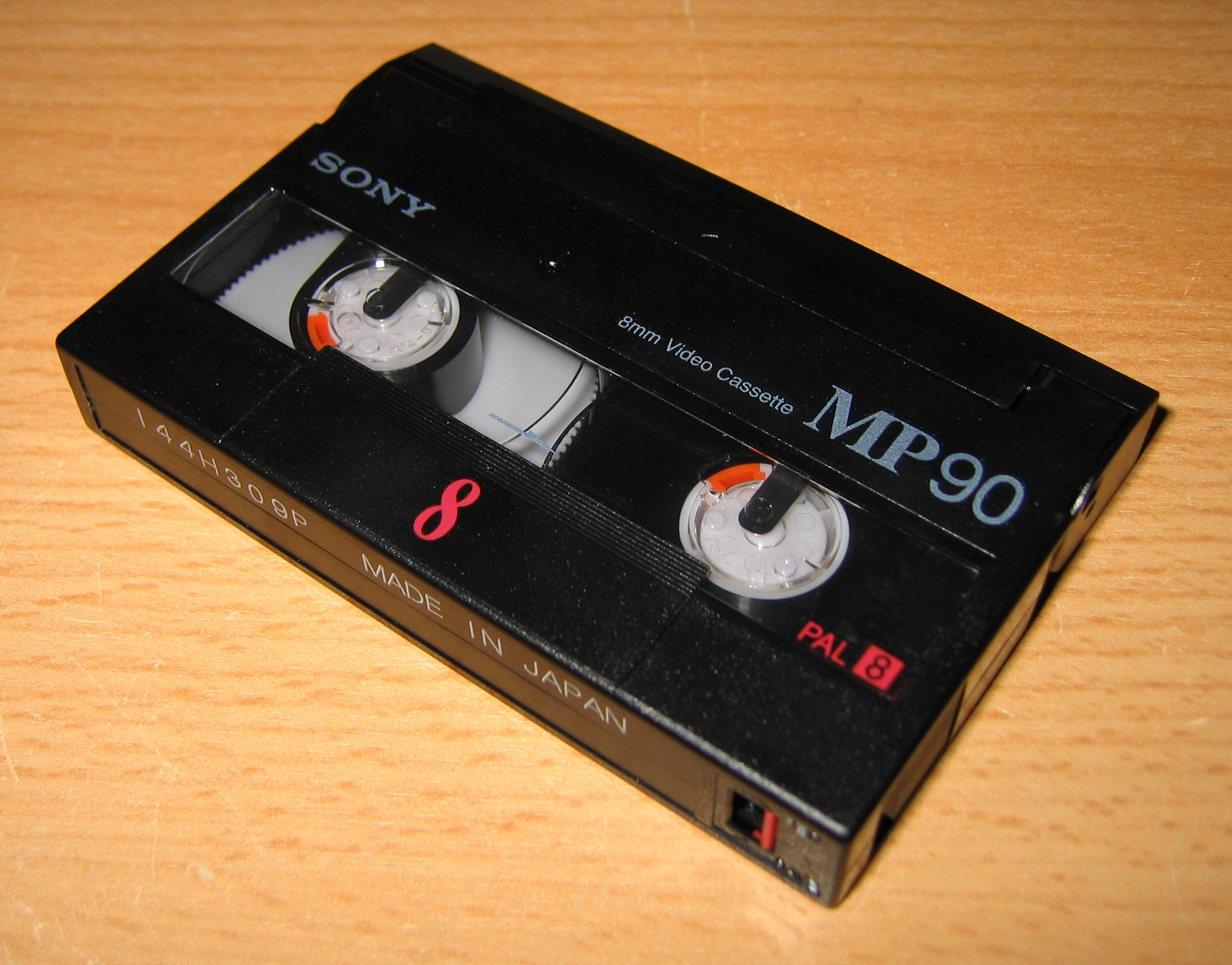
Une cassette au format Video 8 de Sony.

Le format Video 8, V8 ou encore 8mm est un standard analogique d'enregistrement vidéo développé par le japonais Sony en 1985 ainsi que plusieurs autres marques. Censé remplacer les concurrents Betamax et VHS du fait de sa compacité, il exploite une bande magnétique plus étroite, composée de particules de métal évaporées sous vide. Succès commercial pour les caméscopes, ce format ne parviendra toutefois pas à s'imposer face à ses deux concurrents pour les magnétoscopes de salon. 

## Principe
- Bande de 8 mm de largeur.
- L'information est enregistrée transversalement sur la bande à l'aide d'une tête d'enregistrement rotative.
- Le son est enregistré suivant la même piste hélicoïdale que le signal vidéo. Tous les appareils Video8 enregistraient ce son en modulation de fréquence, ce qui garantissait une qualité de son bien meilleure que celle des caméscopes VHS et Betamax qui utilisaient une étroite piste longitudinale au bord de la bande (le Hi-8 permettra du son PCM 8 bits 32 kHz).

## Utilisation
- S'il a été utilisé principalement dans la vidéo amateur, dans les caméscopes, des institutions et des professionnels tournèrent également avec ce format en raison de son plus faible coût et de la légèreté du matériel. Par ailleurs, ce format de cassette servit comme archivage informatique. Son utilisation a été progressivement délaissée au profit des formats numériques DV.

## Amélioration
- Le format Hi-8 : enregistrement séparé, dit en Y/C, de la chrominance et du signal noir et blanc (dit Y) sur la bande.
- Le Hi-8 reproduit une meilleure bande passante du signal de luminance avec une excursion entre 5,7 MHz pour le niveau de synchronisation et 7,7 MHz pour le niveau de blanc maximum.
- Il permet aussi d'insérer certains timecode (informations temporelles), et du son PCM, en fonction du matériel utilisé.
- Par extension les formats 8 mm et Hi-8 donneront naissance au format Digital8 (D8) à l'arrivée du numérique. Sony, principal acteur de ce format, souhaitait offrir à ses clients la possibilité de filmer en numérique sur cassettes 8 mm mais également de pouvoir relire leurs anciennes bandes analogiques.